# Peromyscus pectoralis
Peromyscus pectoralis е вид бозайник от семейство Хомякови (Cricetidae).

## Разпространение
Видът е разпространен в Мексико и САЩ (Ню Мексико, Оклахома и Тексас).